# Pavel Trojan (herec)
Pavel Trojan Jr. (* 1. července 1984) je český hudební skladatel, dirigent, pedagog a herec; od 1. srpna 2022 ředitel hudebního festivalu Pražské jaro.

## Životopis
Narodil se 13. července 1984 v Komárně do rodiny hudebního skladatele a pedagoga Pavla Trojana. Od útlého dětství se věnoval hře na piano. Svůj první hudební opus zkomponoval již během studií na osmiletém gymnáziu v Truhlářské ulici – na motivy románu Romaina Rollanda Petr a Lucie napsal stejnojmenný muzikál (2000), který záhy nabyl podoby studentského filmu. O dva roky později zhudebnil povídku Fr. Kupky, Alena (2002). Roku 2000 byl přijat na Pražskou konzervatoř, kde pod vedením profesora Eduarda Douši vystudoval skladbu. Svá studia zde zakončil absolventskou prací na motivy Čapkova dramatu R.U.R. – Vokální symfonií R.U.R. pro soprán, mezzo-soprán, baryton, smíšený sbor a symfonický orchestr.
Skladbě se věnoval i během následujícího studia na pražské Hudební fakultě Akademie múzických umění, pod vedením prof. Václava Riedlbaucha. V říjnu 2014   zakončil svá studia uvedením premiéry Vokální symfonie č. 2. "Člověk a Vesmír" zkomponované na text Jakuba S. Trojana. Na pražské HAMU úspěšně absolvoval také obor Hudební management.
Skladbu studoval rovněž pod vedením prof. Juliana Phillipse na londýnské Gulichal School of Music and Drama. Během svého londýnského studia složil hudbu k tanečnímu představení Pecking Order, které bylo uvedeno v londýnském divadle The Place.
V roce 2007 byla při slavnostním otevření nového evangelického kostela Jana Milíče z Kroměříže na Chodově uvedena jeho kantáta Milicius. O dva roky později zazněl v Rudolfinu v premiérovém nastudování Symfonického orchestru Českého rozhlasu jeho písňový cyklus na texty básníka Thomase Hardyho, Julie – Jane. Na jaře 2010 byla poprvé uvedena jeho Sinfonietta pro komorní orchestr na motivy románu Mistr a Markétka od M. Bulgakova a roku 2011 rovněž v premiéře zazněla orchestrální suita Sulamit.
Komponuje také hudbu k divadelním inscenacím, například: Julius Zeyer: Sulamit (2010), Dario Fo: Náhodná smrt anarchisty (2010), Karel Čapek: Bílá nemoc (2010), Joe Penhall: Bavič (2011) nebo Emily Brontë – Pavel Ondruch: Na větrné hůrce (2011) či Tennessee Williams: Království Boží na zemi od režiséra P. Ondrucha. Svou hudbou doprovodil také inscenaci Goldoniho Poprasku na laguně uvedené v divadle DISK nebo k filmu Rok 66 (2010) Davida Krále.
Od ledna 2013 byl v divadle Semafor uváděn jeho muzikál na motivy pohádky Boženy Němcové Sedmero havranů.

### Dirigování
Kromě skladby vystudoval také obor Dirigování, rovněž na Pražské konzervatoři. Úspěšně absolvoval v lednu 2012 s Talichovým komorním orchestrem, kde byla rovněž uvedena nová skladba Fantazie pro housle a orchestr mladého současného skladatele, Jiřího Kabáta. Téhož roku nastudoval scénický melodram uvedený v pardubickém Východočeském divadle podle Eurípidovy hry, Trójanky, k němuž zkomponoval hudbu.
V listopadu 2012 na benefičním koncertu pro Výbor dobré vůle Olgy Havlové dirigoval Pražskou komorní filharmonii a v březnu 2013 stanul v pražském Rudolfinu před Symfonickým orchestrem Českého rozhlasu. Následujícího roku v čele Symfonického orchestr hl. m. Prahy FOK debutoval na Pražském jaru. V říjnu 2014 poprvé vystoupil v čele Juventus Collegium FOK na festivalu Struny podzimu dětem, kam se vrátil i roku následujícího. V dubnu 2015 debutoval s Janáčkovou filharmonií Ostrava, v květnu téhož roku poprvé stanul v čele Komorní filharmonie Pardubice, v srpnu vystoupil s Plzeňskou filharmonií na festivalu v Kladrubech, v září rovněž na open-air galakoncertu v rámci projektu Plzeň – město kultury 2015. V listopadu 2015 též dirigoval slavnostní galakoncert, kterým byl otevřen 48. ročník mezinárodní klavírní soutěže Virtuosi per musica di pianoforte. Od roku 2017 spolupracuje s budějovickým Jihočeským divadlem, kde byl ve světové premiéře pod jeho taktovkou uveden muzikál Kronikáři Davida Hlaváče.
Od roku 2016 je pedagogem Pražské konzervatoře. Vede zde Prague Conservatory Modern – ansámbl, který se zaměřuje na uvádění současné hudby. V roce 2017 se soubor pod jeho vedením stal absolutním vítězem soutěže Concerto Bohemia, která je pořádána Českým rozhlasem. Jako pedagog působí rovněž na ZUŠ Hostivař, kde vede komorní orchestr. Obzvláště úspěšná jsou vystoupení v chrámu sv. Víta a v Pasově, kde má ZUŠ partnerskou školu. U žáků má výborné ohlasy. Každoročně se také s orchestrem podílí na festivalu Petrovické jaro. Nově také s orchestrem vystoupil v Labinu, kde má ZUŠ druhou partnerskou školu.

### Herectví
Na divadelním jevišti se začal objevovat již v raném věku – zpočátku jako člen Dětské opery Praha účinkoval v Divadle Kolowrat, později ztvárnil jednoho z hlavních představitelů v muzikálech Rychlé šípy a Bylo nás pět, které byly uvedeny v Divadle Na Vinodradech a ve Stavovském divadle. Vystupoval rovněž v představeních pražského Divadla Viola. Roku 2002 se poprvé objevil také na televizní obrazovce – v televizním filmu Borůvkový vrch si zahrál drobnou roli po boku Miroslava Donutila. V hlavní roli se představil v seriálu Karla Smyczka Dobrá Čtvrť a pohádce Až kohout snese vejce. Hrál také v seriálu Pojišťovna štěstí.

## Dílo
- Vokální symfonie č. 3 – "Te Deum" (2018)
- Duae Cruces (2014)
- Vokální symfonie č. 2 – "Člověk a vesmír" (2013)
- Sinfonietta (2010)
- Julie – Jane (2009)
- Pecking Order (2009)
- Kantáta Milicius (2006)
- Vokální symfonie č. 1 – "R.U.R." (2006)

### Muzikál
- Orlando (2020)
- Sedmero havranů (2013)
- Alena (2002)
- Petr a Lucie (2009)

### Scénická a filmová hudba
- Tennessee Williams: Království Boží na zemi (režie Pavel Ondruch, 2015, divadlo Ungelt)
- Sidonie-Gabrielle Colette – Pavel Ondruch: Kurtizána (režie Pavel Ondruch, 2014, divadlo Ungelt)
- Karel Čapek: Věc Makropulos (režie Pavel Ondruch, 2013, Těšínské divadlo)
- Joe Penhall: Bavič (režie Pavel Ondruch, 2011, Městské divadlo v Mostě)
- Eurípidés: Trójanky (režie Pavel Ondruch, 2011, Východočeské divadlo Pardubice)
- Emily Brontë – Pavel Ondruch: Na větrné hůrce (režie Pavel Ondruch, 2011, divadlo Na prádle)
- Carlo Goldoni: Poprask na laguně (režie Kateřina Glogrová, 2010, divadlo DISK)
- Julius Zeyer: Sulamit (režie Pavel Ondruch, 2010, Otáčivé hlediště Týn nad Vltavou)
- Dario Fo: Náhodná smrt anarchisty (režie Pavel Ondruch, 2010, Těšínské divadlo)
- Karel Čapek: Bílá nemoc (režie Pavel Ondruch, 2010, Divadlo Různých Jmen)
- Rok 66 (režie David Král, 2010)